# Fairey Firefly
El Fairey Firefly ("luciérnaga" en inglés) fue un caza embarcado británico y avión antisubmarino de la Segunda Guerra Mundial, y fue utilizado por la Fleet Air Arm (FAA). Fue superior en rendimiento y potencia de fuego a su predecesor, el Fulmar pero entró en servicio operacional sólo hacia el final de la guerra, cuando ya no era competitivo como avión caza. Diseñado con el concepto contemporáneo de la FAA de un biplaza de reconocimiento/caza, el piloto y navegante/oficial de armas fueron alojados en estaciones separadas. El diseño resultó ser robusto, de largo alcance y dócil en las operaciones de transporte, a pesar de las limitaciones de un solo motor en un fuselaje pesado que reducen su rendimiento.
El Fairey Firefly sirvió en la Segunda Guerra Mundial como un caza de la flota pero en el servicio de la posguerra. Reemplazado por aviones más modernos, el Firefly fue adaptado para otros roles, incluyendo operaciones de ataque y guerra antisubmarina, siendo un pilar de la FAA hasta mediados de los años cincuenta. Las luciérnagas del Reino Unido y Australia volaron en operaciones de ataque terrestre desde varios portaaviones en la guerra de Corea. En el servicio exterior, estuvo en operación con las aviaciones navales de Australia, Canadá, India y los Países Bajos, cuyos Fireflies llevaron a cabo algunas incursiones de ataque hasta 1962 en Nueva Guinea holandesa.

## Desarrollo
Durante 1938, momento en el que las autoridades británicas se estaban preparando para la probabilidad de un conflicto importante , el Ministerio del Aire emitió un par de especificaciones que pedían cazas navales, uno convencional y un " caza de torreta ". Los requisitos de rendimiento para ambos eran poder alcanzar una velocidad de 275 nudos mientras volaban a 15.000 pies (4.600 m) y portaban un armamento, para el caza convencional, de ocho ametralladoras Browning de 0,303 pulgadas (7,7 mm) o cuatro ametralladoras Browning de 20 mm. (0,79 pulg.) Cañón hispano . Este avión reemplazaría al Fairey Fulmar , que se había visto como un diseño provisional. Estas especificaciones se actualizaron durante el año siguiente, mientras que varios fabricantes británicosofreció sus ideas. Siguieron más cambios en la especificación oficial, como la eliminación total de la especificación del caza de torreta, mientras que se emitió una especificación modificada para cubrir los aviones de combate de uno y dos asientos con capacidad de 330 y 300 nudos (610 y 560 km / h; 380 y 350 mph). ) respectivamente. Fairey ofreció diseños que podían adaptarse a arreglos de uno o dos asientos, ya sea impulsados por el motor Rolls-Royce Griffon o combinando un fuselaje más grande con un motor Napier Sabre . Después de considerar las respuestas del fabricante, la Especificación N.5 / 40 reemplazó las especificaciones anteriores. Debido a la necesidad de navegar en mar abierto, se decidió optar por un avión biplaza solo. Para la defensa de las bases navales, un diseño de monoplaza separado conduciría al Blackburn Firebrand . 
El Firefly fue diseñado por un equipo dirigido por HE Chaplin en Fairey Aviation que, según los informes, utilizó el Fulmar como punto de partida.  Durante junio de 1940, el Almirantazgo hizo un pedido inicial de 200 aviones "fuera del tablero de dibujo", los primeros tres de los cuales funcionarían como prototipos. El 22 de diciembre de 1941, el primer prototipo del Firefly realizó su primer vuelo . [6] Aunque el avión era 4.000 lb (1.800 kg) más pesado que el Fulmar anterior (en gran parte debido a la adopción del motor Griffon más pesado y al armamento de dos cañones Hispano de 20 mm (0,79 pulgadas) en cada ala), el Firefly fue 40 mph (64 km / h) más rápido debido a la aerodinámica mejorada, así como la mayor potencia del motor Griffon IIB, siendo capaz de generar un máximo de 1.735 CV (1.294 kW).
El Firefly era un monoplano en voladizo de ala baja , con un fuselaje semi- monocasco de metal de sección ovalada y una unidad de cola convencional con un plano de cola colocado hacia adelante .  Estaba propulsado por un motor de pistón Rolls-Royce Griffon refrigerado por líquido, que impulsaba una hélice de cuatro palas construida por Rotol . [5] Un radiador grande montado en la barbilla estaba presente para proporcionar enfriamiento al motor.  El Firefly tenía tren de aterrizaje principal retráctil y rueda trasera, el sistema hidráulico-Tren de aterrizaje principal accionado que se retrae hacia adentro en la parte inferior de la sección central del ala. Este tren de aterrizaje estaba muy extendido, una característica muy útil para los aterrizajes de portaaviones.  La aeronave también estaba equipada con un gancho de detención retráctil montado debajo del fuselaje trasero. La cabina del piloto estaba ubicada sobre el borde de ataque del ala, mientras que el observador / operador de radio / navegador estaba ubicado a popa del borde de fuga del ala . Estas posiciones proporcionaron una mejor visibilidad para operar y aterrizar,  y ambos tripulantes fueron provistos de toldos desechables separados . 
El Firefly estaba equipado con un ala totalmente de metal que se podía plegar manualmente, las alas terminaban a lo largo de los lados del fuselaje cuando se doblaba. Cuando estaba en la posición de vuelo, las alas se bloquearon hidráulicamente en su lugar.  El ala en sí presentaba puntas cuadradas y grandes flaps Fairey-Youngman , que proporcionaban un manejo relativamente bueno mientras volaban a bajas velocidades. [8] Un total de cuatro cañones de 20 mm fueron enterrados dentro de las alas, lo que se consideró un armamento relativamente pesado para la época.  Según los pilotos, el manejo general del Firefly estaba relativamente bien equilibrado, pero se requería un nivel de fuerza física para ejecutar eficazmente las acrobacias aéreas.
Durante 1942, las pruebas de manejo y rendimiento se llevaron a cabo por primera vez en RAF Boscombe Down . Para 1944, el Firefly había sido autorizado para usar proyectiles de cohetes debajo del ala y, en abril de 1944, las pruebas que involucraban una carga doble de 16 cohetes y un par de tanques de caída de 45 gal EE. UU. (170 l; 37 imp gal) todavía proporcionaban un manejo aceptable.  La prueba adicional con dos de 90 galones (410 L) tanques de gota o dos 1000 lb (450 kg) bombas consideran aceptables aunque con "... un pequeño efecto adverso en el manejo de ...", mientras que" ... manejo con una Una sola bomba de 450 kg (1.000 libras) era desagradable, pero manejable ". Las pruebas de rendimiento a 11.830 lb (5.370 kg) indicaron una velocidad máxima de 315 mph (507 km / h) a 16.800 pies (5.100 m), mientras que un ascenso a 20.000 pies (6.100 m) tomó 12,4 minutos, con una velocidad máxima de ascenso de 2.140. ft / min (650 m / min) a 3.800 pies (1.200 m) y un techo de servicio de 30.100 pies (9.200 m). [10]
La variante principal del avión utilizado durante la Segunda Guerra Mundial fue el Firefly Mk I, que se utilizó en todos los teatros de operaciones. Durante marzo de 1943, los primeros Firefly Mk Is fueron entregados a la FAA, pero estos no entraron en servicio operativo hasta julio de 1944, momento en el que equiparon el Escuadrón Aéreo Naval 1770 a bordo del HMS  Infatigable .  Las primeras operaciones se llevaron a cabo en el teatro europeo, donde Fireflies llevó a cabo numerosos vuelos de reconocimiento armados y ataques antibuque a lo largo de la costa noruega. Ese año, las luciérnagas también proporcionaron cobertura aérea y reconocimiento aéreo durante los ataques al acorazado alemán Tirpitz . 
A lo largo de su carrera operativa, el Firefly asumió roles cada vez más exigentes desde la guerra de combate hasta la guerra antisubmarina mientras estaba estacionado principalmente con la Flota Británica del Pacífico en los teatros del Lejano Oriente y el Pacífico . El tipo se utilizó contra objetivos terrestres japoneses y aviones de combate.  Las luciérnagas de la FAA llevaron a cabo ataques contra refinerías de petróleo y aeródromos y fueron enviadas repetidamente contra islas controladas por los japoneses hasta el Día de la Victoria sobre Japón .  El Firefly ganó un nivel de renombre público cuando se convirtió en el primer avión diseñado y construido por los británicos en sobrevolar la capital japonesa deTokio . 
Durante mayo de 1945, en previsión de una gran ofensiva naval contra el continente japonés, el gobierno canadiense aceptó una oferta británica de prestar un par de portaaviones clase Colossus a la Royal Canadian Navy . [13] Para equipar estos portaaviones, fue necesario adquirir cazas navales. Sobre la base de los comentarios de los pilotos veteranos, Canadá optó por adquirir el Firefly en lugar de la oposición que favorecía la adquisición de aviones estadounidenses. Como medida provisional, se prestaron las luciérnagas de la Royal Navy mientras se construían aviones más avanzados. [14]Entre 1946 y 1954, la Armada canadiense empleó 65 luciérnagas AS Mk.5 en sus portaaviones. El servicio también voló un puñado de luciérnagas Mk.I. Durante la década de 1950, Canadá decidió vender sus luciérnagas y los compradores incluyeron las fuerzas armadas de Etiopía, Dinamarca y los Países Bajos. 
Después de la Segunda Guerra Mundial, el Firefly permaneció en servicio de primera línea con el Fleet Air Arm, continuando en esta capacidad hasta mediados de la década de 1950. Durante este tiempo, las luciérnagas de fabricación británica también se suministraron a varias naciones de ultramar, incluidos Canadá, Australia, Dinamarca, Etiopía, los Países Bajos, India y Tailandia.
Durante 1947, el gobierno australiano aprobó la formación de la Royal Australian Fleet Air Arm y la adquisición de un par de portaaviones de la clase Majestic de Gran Bretaña. Tras una consulta con la Royal Navy, la Royal Australian Navy (RAN) optó por adquirir tanto el Firefly como el Hawker Sea Fury para equipar sus nuevos portaaviones.  Estos dos tipos formaron la columna vertebral de los recién formados Grupos Aéreos de Transportistas Australianos.(CAG), que operaría un tamaño total de flota de 108 luciérnagas, adquiridas a través de múltiples pedidos. El primer avión se entregó en mayo de 1949, y el Firefly final llegó en agosto de 1953. El entrenamiento de la tripulación aérea predominó en las primeras operaciones de la RAN antes de alcanzar el estado operativo durante 1950. 
Avión teledirigido Firefly U.8 en 1955
Durante la guerra de Corea de la década de 1950, las luciérnagas británicas y australianas llevaron a cabo patrullas contra el envío y ataques terrestres desde varios portaaviones ubicados en alta mar.  Funciones de misiones adicionales que incluyen patrullas antisubmarinas y observación aérea, así como ayudar a los acorazados a proporcionar un apoyo de fuego naval eficaz . Se prestaron numerosas luciérnagas de la FAA a la Armada de Australia durante el conflicto, ya que muchos de sus aviones no tenían cañones cuando estaban configurados para la guerra antisubmarina.  A pesar de varios incidentes de aviones que fueron alcanzados por fuego antiaéreo, el Firefly demostró ser relativamente resistente. El tipo se usó habitualmente para operaciones de ataque contra objetivos como puentes y líneas ferroviarias para dañar la logística y las comunicaciones de Corea del Norte . A medida que avanzaba la guerra, los pilotos desarrollaron nuevas técnicas de bombardeo en picado de bajo nivel para lograr una mayor precisión.  El uso de combate del Firefly en el teatro continuó hasta la firma del Acuerdo de Armisticio de Corea el 27 de julio de 1953, aunque las patrullas posteriores al armisticio que involucraron al tipo continuaron durante varios años después. [dieciséis]
Las luciérnagas de la FAA se desplegaron nuevamente en el Lejano Oriente en medio de la Emergencia Malaya , donde se utilizó para realizar operaciones de ataque terrestre contra los insurgentes del Partido Comunista Malayo .  La carrera de primera línea del Firefly con la FAA llegó a su fin poco después de la introducción del nuevo y más grande Fairey Gannet , que reemplazó efectivamente al tipo.  La RAN también decidió relegar sus luciérnagas a tareas secundarias luego de la adopción de aviones más nuevos, como el Gannet y el de Havilland Sea Venom, propulsado a reacción .  Varias versiones del tipo se desarrollaron más adelante en su carrera para servir en una serie de roles secundarios, incluso comoentrenadores , remolcadores de blancos y aviones no tripulados . A modo de ejemplo, la Armada de la India adquirió un lote de 10 aviones a mediados de los años 50 con el objetivo de remolcar.  A fines de la década de 1950, muchos operadores estaban desechando sus luciérnagas restantes, generalmente como chatarra . 
A finales de la década de 1940, la Marina Real de los Países Bajos desplegó un escuadrón Firefly en las Indias Orientales Holandesas, como parte de las fuerzas que contrarrestaban a los nacionalistas indonesios. Cuando las conversaciones se interrumpieron en julio de 1947, los holandeses lanzaron múltiples ataques aéreos. Tres luciérnagas fueron derribadas por fuego terrestre.  Durante 1960, en respuesta a las demandas territoriales y las amenazas emitidas por Indonesia , los Países Bajos eligieron desplegar una serie de Firefly AS.Mk 4 en la Nueva Guinea Holandesa . Cuando las fuerzas indonesias comenzaron a retomar el territorio, las luciérnagas llevaron a cabo operaciones de ataque a principios de 1962. Estos ataques continuaron hasta que la Marina Real de los Países Bajos se retiró después de que se negociara un acuerdo político entre los dos países.

## Variantes
Firefly Mk I
Se construyeron dos variantes del Mk I Firefly; 429 "caza" "Firefly F Mk I" s, construido por Fairey y General Aircraft Ltd , y 376 "caza / reconocimiento" Firefly "FR Mk I" s (que fueron equipados con el radar de detección ASH ). Los últimos 334 Mk Is construidos se actualizaron con el motor Griffon XII de 1.765 hp (1.316 kW)
Firefly Mk II
Solo se construyeron 37 Luciérnagas Mk II, todas las cuales eran caza nocturna Firefly NF Mk II. Tenían un fuselaje un poco más largo que el Mk I y tenían modificaciones para albergar su radar de interceptación aerotransportada (AI).